# 崇仙乡
崇仙乡，是中华人民共和国江西省赣州市信丰县下辖的一个乡镇级行政单位。

## 行政区划
崇仙乡下辖以下地区：
崇仙社区、崇仙村、芫坑村、罗塘村、寨下村、山坑村、山坝村、西水村、迳头村、东水村、老龙村、荫桥村、桥头村、邓岗村和布水村。